# Ivan Vadnal
Ivan Vadnal, slovenski rodoljub, član organizacije TIGR * 1. november 1901, Žeje, Postojna, † 15. december 1941, Opčine.

## Življenje in delo
Po končani ljudski šoli je delal na domači kmetiji in se pridružil zavednim slovenskim fantom, ki jih je zelo prizadel požig tržaškega Narodnega doma. Mladinci so leta 1922 sklicali množično nočno zborovanje na Prestranku, 1925 pa so sklenili oborožiti skupine po vaseh v okolici Pivke, ki bi se z orožjem v roki uprle fašistom. Vadnal je vodil nočne sestanke v okolici Prestranka, Žej, v Čadeževem mlinu in drugod. V Žejah je leta 1925 na pobudo Alojza Valentinčiča ustanovil ilegalno trojko, v kateri sta bila poleg njega še Franc Sluga in Jakob Semec. Ta trojka  je navezala stike z oboroženo trojko iz Ljubljane v kateri je bil tudi Tone Černač in od nje dobivala razno prepovedano literaturo in drug ilegalen material, ki so ga potem raznašali po pivških brkinskih in postojnskih vaseh. Del tega materiala je prišel tudi do Reke in Trsta. Vadnal je leta 1934 s tovarišema in še trideset drugimi tigrovci pomagal nositi orožje iz Cerkniške doline čez Javornike v Žeje. Tu je s Slugom in Semcem uredil več dobro pripravljenih in skritih bunkerjev v katerih so skrivali in skrbeli, da je bilo orožje dobro vzdrževano. Leta 1939 je Danilo Zelen naročil Vadnalu, da naj nekaj orožja, predvsem pištole in eksplozivne naboje izroči Pinku Tomažiču. Vadnal je za prenos pripravil okoli 100 kg opreme, pri samem prenosu, ki je trajal več dni pa so bili izdani. Na  2. tržaškem procesu, ki je trajal med 2. in 14. decembrom 1941 in ga je vodil Posebni tribunal, ki se je prav za ta proces preselil iz Rima v Trst. Sojenje je imelo velik odmev, Tomažič pa je bil na njem skupaj z Viktorjem Bobkom, Ivanom Ivančičem, Simonom Kosom in Pinkom Tomažičem obsojen na smrt. Ustreljen je bil na strelišču na Opčinah 15. decembra 1941.

## Odlikovanja in nagrade
Leta 1997 je prejel zlati častni znak svobode Republike Slovenije z naslednjo utemeljitvijo: »ob petdesetletnici priključitve Primorske Sloveniji za zasluge v zmagovitem boju proti nacifašizmu ter za zvestobo slovenstvu v najhujših časih potujčevanja«.